# Société française de photographie
Pour les articles homonymes, voir SFP.

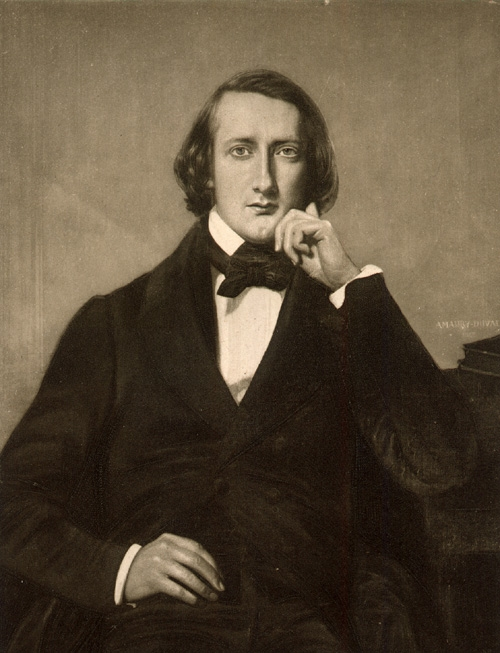
Henri Victor Regnault, un des fondateurs et le premier président de la Société française de photographie.

La Société française de photographie (SFP) est une association française fondée le 15 novembre 1854.
Aujourd'hui, elle se consacre à l'étude de l'histoire de la photographie.
Elle est dépositaire d'une importante collection de photographies, d'ouvrages et d'appareils anciens.

## Historique
La SFP a été fondée le 15 novembre 1854 par un certain nombre d'éminentes personnalités des sciences, des arts, du gouvernement et de la société - non photographes et praticiens, ainsi que dix-sept anciens membres de la Société héliographique (1851-1853), et en opposition avec elle : le procédé du calotype, qu'utilisaient de nombreux membres de cette Société, était considéré comme élitiste et dépassé, même si ses partisans estimaient qu'il avait une grande valeur artistique et que sa mise au point n'était d'ailleurs pas achevée. C'est que la SFP avait des visées beaucoup plus commerciales et plus tournées vers l'avenir, ayant pris l'Académie des sciences pour modèle. Les membres de la SFP, composée d'amateurs ambitieux, d'artistes, d'hommes d'affaires et de scientifiques, tenaient des réunions régulières à un endroit établi, il y avait un ordre du jour et les objectifs étaient publiés selon un programme et dans un bulletin paraissant régulièrement. Tout le reste du XIXe siècle, la SFP se consacra exclusivement à l'établissement et au perfectionnement de ce nouveau moyen qu'était la photographie, elle organisa des expositions régulières des travaux de ses membres, donna des conférences et organisa des séminaires où l'on traitait des problèmes posés par les nouvelles techniques photographiques, de leurs possibilités artistiques et de leurs dernières innovations, en publiant des documents d'explication. La SFP se regardait en même temps comme une Académie de photographie et comme une bibliothèque d'archives. Les tirages des œuvres exposées étaient archivés de façon ordonnée et les archives s'enrichissaient des nombreux commentaires dus aux membres.
En 1888, une scission notable eut lieu quand se forma le Photo-club de Paris.

### AuXXesiècle
À partir du XXe siècle, la SFP se fixa surtout une tâche historique avec la conservation des incunables de la photographie.
Elle organise à partir de 1924, le Salon international d'art photographique de Paris, reprenant le concept initié dès 1897 et jusqu'en 1914, par le Photo-club de Paris, qui se tient au siège même de la SFP, 51 rue de Clichy.
À partir de 1930, comptant plus de 1 000 adhérents, elle prend le nom de Société française de photographie et de cinématographie, et ce, jusqu'en 1955, avant de redevenir la Société française de photographie. En janvier 1939, elle organise les festivités autour du Centenaire de la photographie dans les locaux de la Sorbonne. Après avoir traversé difficilement la guerre, l'immeuble de la rue de Clichy est vendu en 1952 et le nouveau siège s'installe au 9 rue de Montalembert, où est ouverte en 1955 une galerie d'exposition,.
Depuis 1994, hébergée par la Bibliothèque nationale de France, site Richelieu, son activé consiste aujourd’hui à conserver et valoriser ses collections par l'intermédiaire d'expositions et de projet éditoriaux comme par l'accueil de chercheurs et la mise en place et le suivi de projets pédagogiques autour des images historiques. Par le biais de son agence, la SFP diffuse des images pour la presse et l'édition et prête des œuvres en France et à étranger.
En 1996, elle lance la revue Études photographiques, contenant des articles et des essais dus à des photographes connus et des historiens.

### Depuis 2000
La SFP possède une collection ouverte aux chercheurs concernant l'histoire de l'art, qui se compose d'environ 10 000 tirages et de 50 000 négatifs (dont 5 000 autochromes), et une bibliothèque spécialisée comptant environ 8 000 livres et plus de 650 journaux.
Depuis 2011, la SFP est animée par Luce Lebart, directrice des collections jusqu'à 2016, puis par Marion Perceval, assistée par Vincent Guyot. Auparavant Carole Troufléau et Katia Busch étaient responsables des collections.
Sa mission peut être résumée ainsi :
- l'accueil de chercheurs ;
- la diffusion d'images pour la presse et édition ;
- le prêt d’œuvre originaux et/ou retirages pour exposition ;
- la collecte de fonds photographiques ;
- le classement, inventaire, récolement, conditionnement, numérisation, mise en ligne de photographies ;
- une activité de conseil, conférence, formation et commissariat d'exposition ;
- l'édition de la revue Études photographiques (jusqu'en 2017).
- l'édition de la revue Photographica depuis 2020[7].

## Organisation

### Présidents
Le premier président de la Société française de photographie fut Henri Victor Regnault. En 1892, la Société a été reconnue d'utilité publique par le président Sadi Carnot. Son président actuel est Paul-Louis Roubert.

#### Liste des présidents d'honneur
Source : Société française de photographie :
| - Henri Victor Regnault de 1855 à 1868 - Antoine Jérôme Balard de 1869 à 1876 - Eugène Péligot de 1877 à 1890 - Jules Janssen de 1891 à 1893 puis de 1900 à 1902 - Étienne-Jules Marey de 1894 à 1896 - Gabriel Lippmann de 1897 à 1899 - colonel Aimé Laussedat de 1903 à 1905 - Jules Violle de 1906 à 1908 - Jules Carpentier de 1909 à 1911 - Henri Deslandres de 1912 à 1919 - Prince Roland Bonaparte de 1920 à 1922 - Louis Lumière de 1923 à 1925 | - Hippolyte Sebert de 1926 à 1928 - Paul Helbronner de 1929 à 1931 - Georges Perrier de 1932 à 1934 - Charles Fabry de 1935 à 1937 - Armand de Gramont de 1938 à 1946 - Fernand Baldet de 1947 à 1948 - Georges Poivilliers de 1949 à 1951 puis de 1956 à 1957 - Édouard Belin de 1952 à 1955 - Marcel Abribat de 1958 à 1964 - Albert Arnulf de 1965 à 1970 - Jean-Jacques Trillat de 1971 à 1987 |  |

#### Liste des présidents
Liste des Présidents du conseil d'administration telle que présentée par la Société française de photographie :
| - Eugène Durieu de 1855 à 1858 - Antoine Jérôme Balard de 1858 à 1868 - Eugène Péligot de 1868 à 1876 - Alphonse Davanne de 1876 à 1901 - Hippolyte Sebert de 1901 à 1929 - Léon Gaumont de 1930 à 1933 - Léopold Lobel de 1933 à 1936 - Édouard Belin de 1937 à 1952 - Georges Moreau de 1953 à 1954 | - Marcel Abribat de 1955 à 1956 - Robert Auvillain de 1957 à 1968 - Fernand Obaton de 1969 à 1970 - Robert Mauge de 1971 à 1974 - Jean Prissette de 1975 à 1993 - Alain Jeanne-Michaud de 1993 à 1994 - Michel Poivert de 1995 à 2010 - Paul-Louis Roubert depuis 2010 |  |

### Membres fondateurs
La plupart des membres fondateurs étaient français, mais on note quelques exceptions comme Juan de Alava, pharmacien espagnol, l'Anglais Roger Fenton qui venait de fonder la Royal Photographic Society, le Belge Edmond Fierlants, ou l'architecte Pascal Artin Bilezikdji, sujet ottoman d'origine arménienne. Leurs origines socio-professionnelles sont très variées : artiste peintre, chimiste, écrivain, industriel, physicien, ténor, etc.

### Comité d'organisation (1855)
Eugène Durieu (président), Paul Perier (1812-1897, vice-président), Ange Eugène Mailand (1807-1872, secrétaire général), François-Alphonse Fortier (1825-1882, trésorier), Hippolyte Bayard, Jean-Baptiste Bayle-Mouillard (1800-1885), Jules Clément, Charles Cousin, Louis Adolphe Humbert de Molard, Léon de Laborde, Gustave Le Gray, Adolphe Moreau (1827-1882), Auguste Ribot, Léon Tripier, Aimé Girard (1830-1898, secrétaire du Bulletin).

#### Autres cofondateurs (1854-1855)
Liste publiée dans le Bulletin de la Société française de photographie,.
- Olympe Aguado
- Juan de Alava
- Eugène Armangaud
- Avril[11]
- Antoine-Jérôme Balard
- Edmond Becquerel
- Auguste Belloc
- Octave Benedetti
- Émile Béranger
- Auguste Adolphe Bertsch
- Pascal Artin Bilezikdji
- Adolphe Bilordeaux
- Louis-Auguste Bisson
- Auguste-Rosalie Bisson
- Louis Désiré Blanquart-Evrard
- Louis-Alphonse de Brébisson
- Brooke-Greville
- John Casthelaz
- Charles Chevalier
- Jules Couppier
- Alphonse Davanne
- Émile Defond
- Benjamin-Delessert
- Charles Delahaye
- François Jules Devinck
- Gabriel Falempin[12]
- Joseph Fau
- Roger Fenton
- Claude-Marie Ferrier
- Edmond Fierlants
- Mathurin Joseph Fordos
- Léon Foucault
- Paul Gaillard
- Andrea Gastaldi
- Jacques Jean Baptiste Édouard Gatel
- Théophile Gautier
- Amédée Gélis
- Louis Girou de Buzareingues
- John Beasley Greene
- Jean-Baptiste Louis Gros
- Jean-Jacques Heilmann
- Simon Horsin-Déon
- Jules Hocédé du Tremblay
- Paul Jeuffrain
- Anatole Hulot
- Henri de La Baume[11]
- César-Edme Laborde (abbé)
- François Lemaître
- Roger Du Manoir
- Louis Charles Guillaume Marguerit
- François Martineau des Chesnez
- Farnham Maxwell-Lyte
- Auguste Mestral
- Abbé Moigno
- Armand Odet Georges de Montault
- Alfred Moquin-Tandon
- Charles Nègre
- William Newton[13]
- Victor Olry
- Eugène Péligot
- Théophile-Jules Pelouze
- Fortuné Joseph Petiot-Groffier
- Félix Pigeory
- Gustave Planche
- Claude Pouillet
- Louis Puech
- Henri Victor Regnault
- François-Auguste Renard
- François Rolloy
- Louis Rousseau
- Philippe Rousseau
- Jean-Baptiste Sabatier-Blot
- Marc Secrétan
- Pierre-Armand Séguier
- Aimé Seillière (1835-1870)
- Jean Thiébault Silbermann
- Ferdinand Tillard
- Louis Travers
- Eduard Vaillat
- Achille Valenciennes
- Edmond de Valicourt
- Julien Vallou de Villeneuve
- Joseph Vigier

### Autres membres
- Michel Berthaud (1873)[11]
- Gauthier-Villars[14]
- Adrien Guebhard
- Louis de Lucy-Fossarieu
- Antoine Lumière[15]
- Auguste Lumière[15]
- Charles Mendel[16]
- Gaspard Félix Tournachon  dit Nadar[10]
- Paul Tournachon dit Paul Nadar[10]
- H. Roussel, optique photographique[17],[18]